# 마가다
마가다(산스크리트어: मगधः, 프라크리트어: 𑀫𑀕𑀥)는 오늘날 동부 갠지스 평원의 비하르주 남부(확장 전)에 위치한 고대 인도의 군주국으로, 제2차 도시화 기간(기원전 600-200년) 동안 존재했던 십육대국 중 하나이다. 마가다는 브리하드라타 왕조, 프라드요타 왕조, 하리얀카 왕조(기원전 544년 ~ 413년), 샤이슈나가 왕조(기원전 413년 ~ 345년), 난다 왕조(기원전 413년 ~ 345년), 마우리아 왕조(기원전 322년 ~ 185년), 숭가 왕조(기원전 185년 ~ 73년), 칸바 왕조(기원전 185년 ~ 28년)의 통치를 받았다. 마우리아 왕조 치하에서 마가다는 인도 아대륙과 아프가니스탄을 차지하는 범인도 제국이 되었다. 칸바 왕조가 기원전 28년 데칸의 사타바하나 왕조에게 패배한 후 마가다는 많은 영토를 잃었고 파탈리푸트라 주변 지역을 다스리는 소국으로 전락했다. 그러나 굽타 제국(서기 240년 ~ 550년)이 발흥하며 마가다의 영광을 되찾았으며, 굽타 제국 치하의 마가다는 고대 인도 역사상 가장 번영한 왕국 중 하나로 떠올랐다.
마가다는 자이나교와 불교의 발전에 중요한 역할을 했다. 마가다는 북인도의 가장 위대한 네 제국인 난다 제국(기원전 413년 ~ 345년), 마우리아 제국(기원전 322년 ~ 185년), 숭가 제국(기원전 185년 ~ 73년), 굽타 제국(서기 240년 ~ 550년)의 중심지였으며, 팔라 제국은 마가다를 통치하고 파탈리푸트라를 황실 거주지로 삼았다.
부다가야의 피티파티 왕조는 스스로를 마가다디파티(Magadhādipati)로 자칭하며 13세기까지 마가다의 일부 지역을 통치했다.

## 지리

마가다 지도
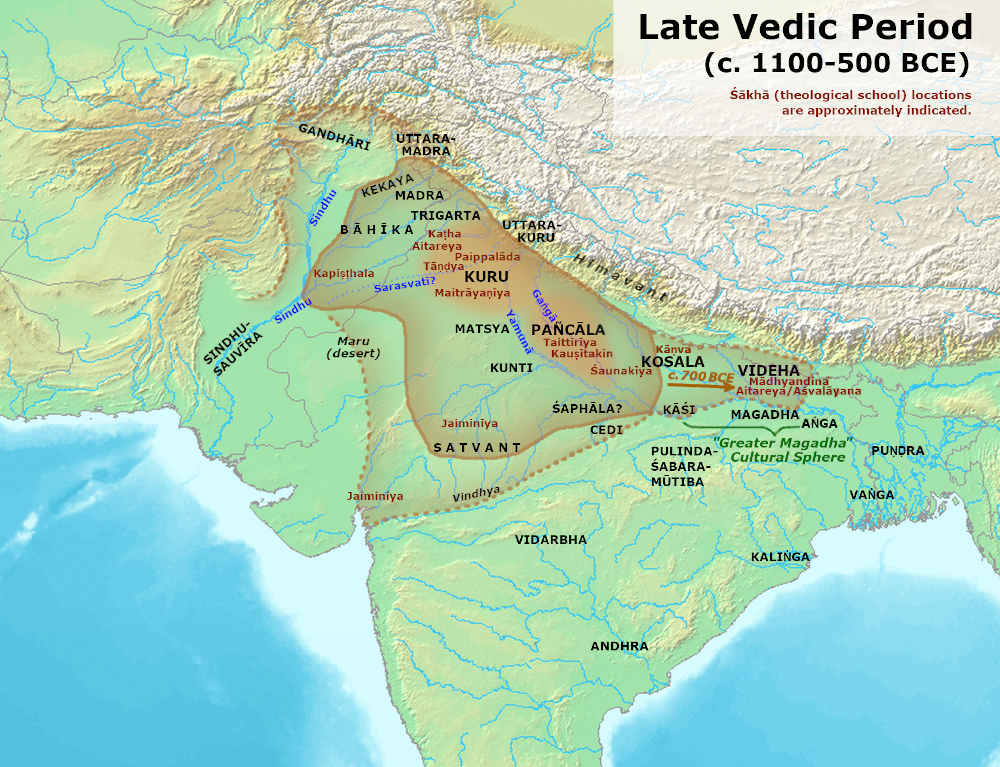
초기 철기 시대(기원전 1100-600년)의 마가다
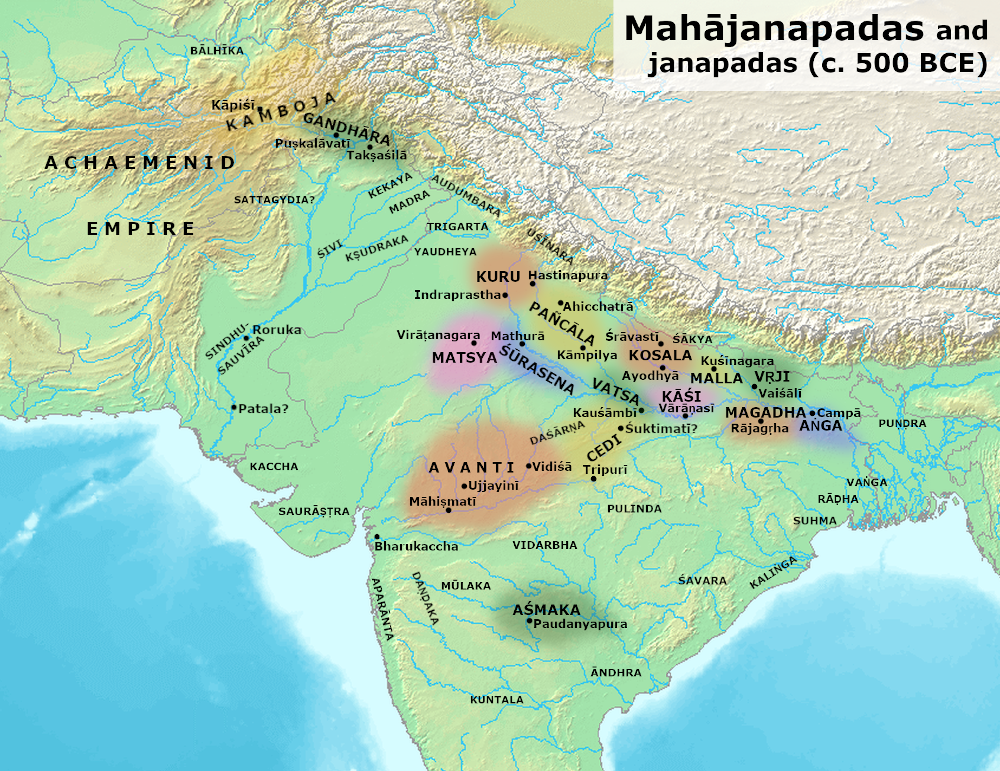
기원전 540년에 십육대국과 다른 왕국을 묘사한 지도.
마가다 왕국 초기 팽창기의 동부 갠지스 평원
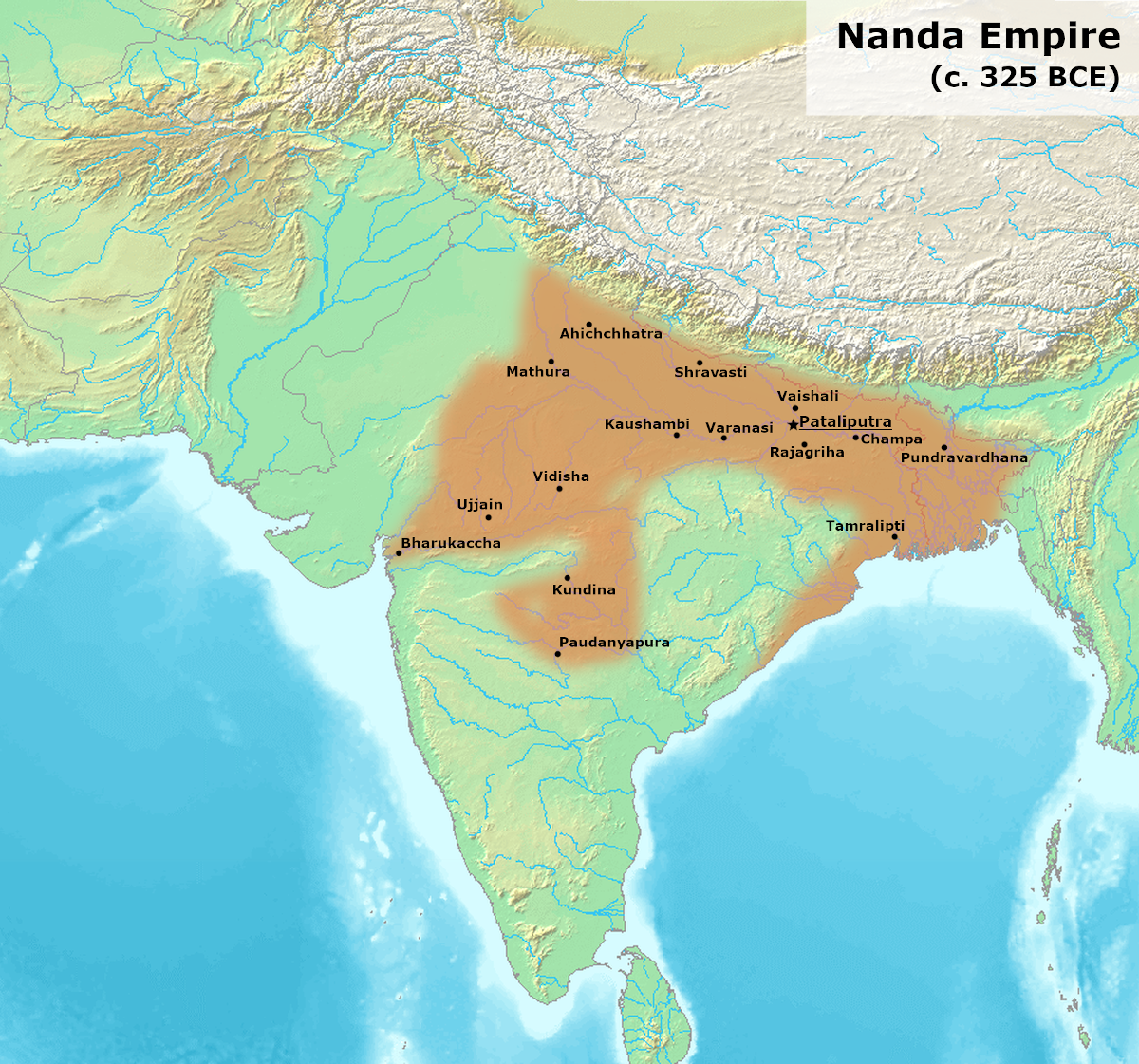
기원전 325년의 난다 제국.
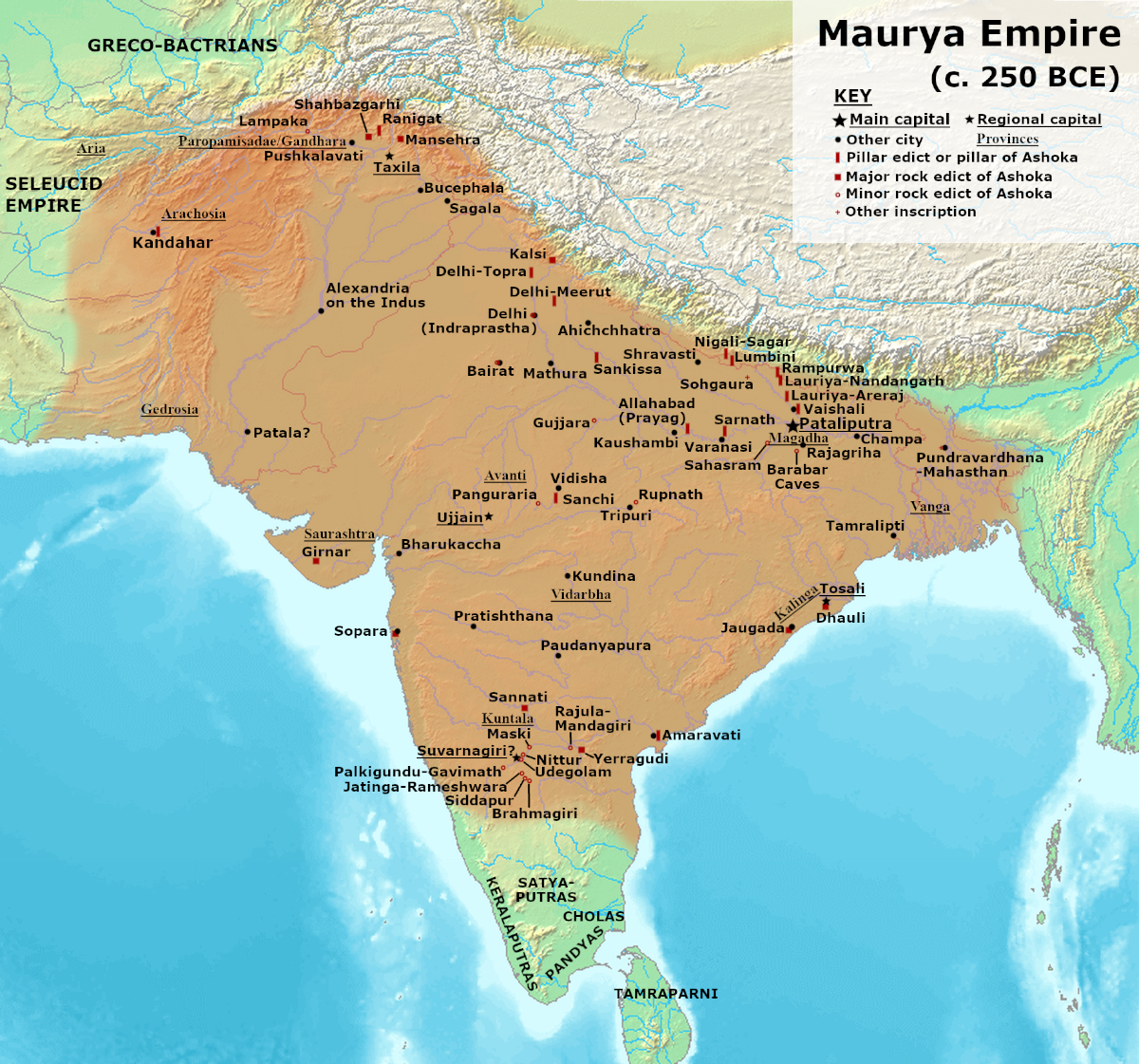
마우리아 제국, c. 기원전 250년

확장 이전의 마가다 왕국의 영토는 강가(Gaṅgā), 손(Son), 캄파(Campā) 강에 의해 북쪽, 서쪽, 동쪽으로 각각 경계를 이루고 있었고, 빈디아산맥의 동쪽 봉우리가 남쪽 경계를 이루고 있었다. 따라서 초기 마가다 왕국의 영토는 오늘날 인도 비하르주의 파트나구와 가야구에 해당한다.
대마가다 지역은 또한 갠지스 평원 동부의 이웃 지역을 포함했으며 독특한 문화와 신념을 가지고 있었다. 2차 도시화의 많은 부분이 기원전 500년 이후 이곳에서 발생하였고 자이나교와 불교가 이곳에서 창시되었다.

## 역사

### 초기 역사

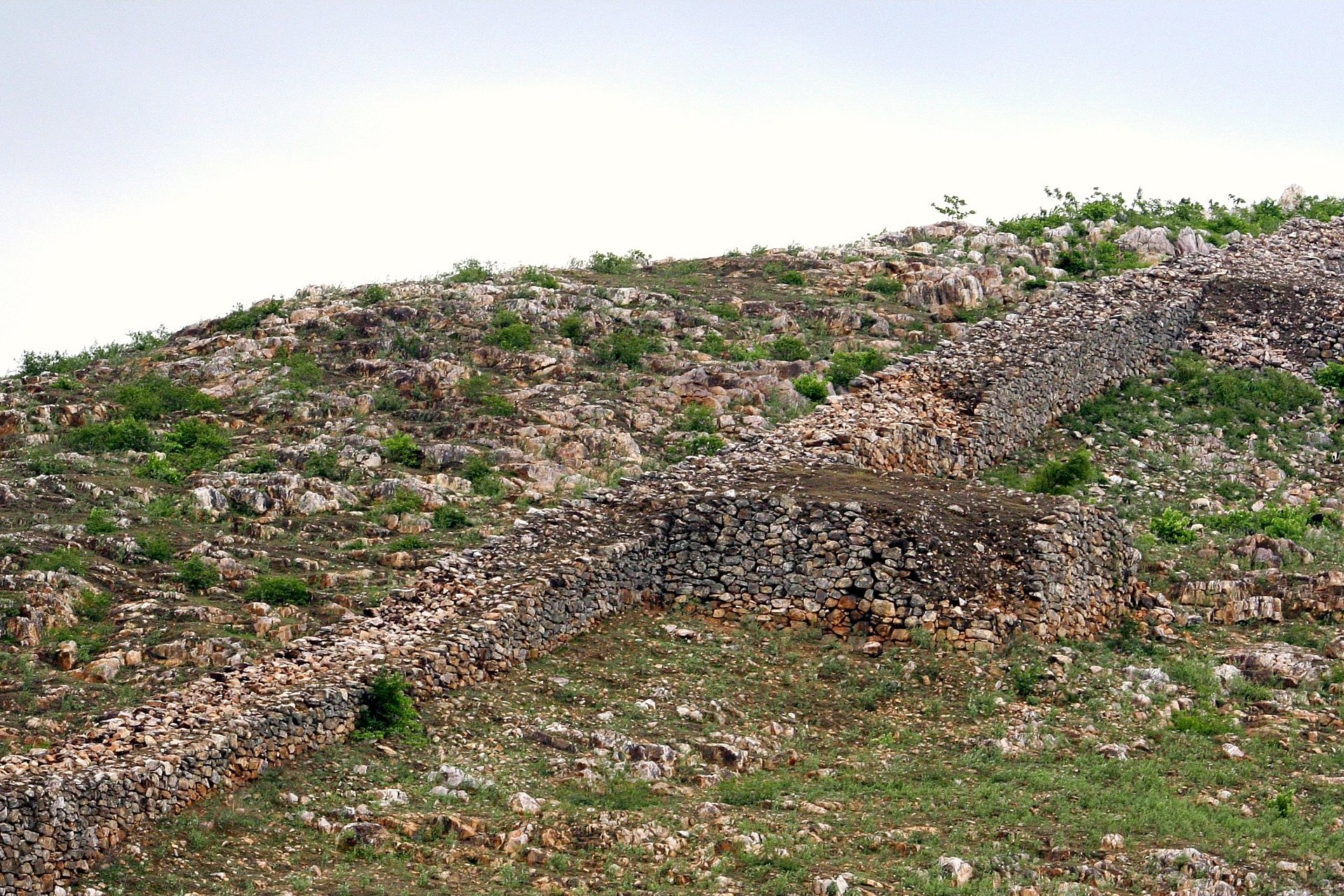
마가다의 이전 수도인 라지기르를 둘러싸고 있는 라지기르의 키클롭스 벽. 세계에서 가장 오래된 사이클롭스 석조물 중 하나이다.

일부 학자들은 리그베다(3.53.14)에서 그들의 통치자 프라마간다와 함께 언급된 키카타 부족을 마가다족의 조상으로 확정했다. 왜냐하면 키카타는 후기 문헌에서 마가다의 동의어로 사용되기 때문이다. 아타르바베다에서 묘사된 마가다와 마찬가지로 리그베다에서는 베다 의식을 수행하지 않은 인도 브라만교의 경계에 사는 적대적인 부족으로 키카타를 말한다.
마가다인들에 대한 최초의 언급은 아타르바베다에서 찾을 수 있으며 앙가, 간다라, 및 무자바트와 함께 언급된다. 왕국의 중심지는 갠지스강 남쪽의 비하르 지역이었으며, 첫 번째 수도는 기리브라자(오늘날 라지기르)였다.
마가다의 초기 통치자에 대한 특정 정보는 거의 찾을 수 없다. 초기 마가다 역사를 다룬 사료로는 팔리어 불경과 자이나교 경전 및 힌두교 경전들이 있으며, 힌두교 경전 중 하나인 마하바라타에서는 브리하드라타를 마가다의 첫번째 통치자로 부른다. 브리하드라타 왕조의 마지막 왕인 리푼자야가 신하 풀리카에게 살해되고 풀리카의 아들 프라드요타가 새로운 왕이 되면서 프라드요타 왕조가 설립되었으며, 빔비사라의 하리얀카 왕조가 등장할 때까지 번성했다.

### 하리얀카 왕조
가장 중요한 출처인 불교의 팔리어 대장경, 자이나교의 아가마 및 힌두교의 푸라나에 따르면 마가다는 기원전 543년부터 413년까지 하리얀카 왕조에 의해 통치된 것으로 추정된다. 하리얀카 왕조 시기에 마가다는 밧지와 앙가를 각각 정복하면서 대부분의 비하르 지역과 벵골을 합병하며 영토를 확장하였으며, 결국 비하르, 자르칸드, 오리사, 서벵골, 동부 우타르프라데시, 그리고 오늘날 방글라데시와 네팔 지역을 다스리게 되었다. 불교의 창시자인 고타마 붓다는 생애의 대부분을 마가다 왕국에서 살았다. 그는 부다가야에서 깨달음을 얻었고 사르나트에서 첫 설법을 했으며 라자그리하에서 첫 번째 결집이 열렸다. 또한 하리얀카 왕조 시기에 마가다의 마을들은 그라마카(Gramaka)라고 불리는 지역 추장 아래 자체 집회를 가졌으며, 이들의 행정부는 행정, 사법 및 군사 기능으로 나뉘었다.
하리얀카 왕조의 개창자인 빔비사라는 기원전 538년에 갠지스 강의 델타 지대에 있는 중요한 항구국가인 앙가 왕국을 정복함으로써 갠지스 강의 항행(航行) 지배권을 장악하였으며, 아들인 아자타샤트루를 앙가의 총독으로 파견해 다스리게 하였다. 또한 동시기 인물들인 고타마 붓다와 마하비라 등의 출가 수행자들이 활동하자 그들에게 뱃삮을 면제하는 명령을 내렸으며 고타마 싯다르타 측에게는 죽림정사 등의 사원들을 지어주는 등 수행자들에 대한 지원을 아끼지 않았다. 그 외에 마가다 왕국의 동맹국들을 확보하기 위해 결혼 동맹을 자주 추진하였으며 코살라 왕국 출신의 공주를 아내로 맞아들였을 때 코살라 왕국이 지배하던 도시인 바라나시를 혼인 지참금으로서 할양받기도 하였다.
기원전 494년 경에 데바닷타의 사주를 받은 아자타샤트루는 앙가에서 마가다로 귀환한 후 빔비사라를 감금하며 왕위에서 몰아낸 후 마가다의 왕으로 즉위하였으며, 이웃 코살라의 왕이자 빔비사라의 처남인 파세나디는 즉시 카시 지방을 재정복했다. 아자타샤트루는 아버지인 빔비사라와 마찬가지로 불교와 자이나교 등의 신흥 종교들을 보호하는 정책을 추진하였으며, 리차비의 단결을 약화시키기 위해 3년 동안 신하를 지역에 보낸 것으로 추정된다. 갠지스 강을 건너 공격을 시작하기 위해 아자타샤트루는 파탈리푸트라 마을에 요새를 건설했다. 불일치로 찢겨진 리차비는 아자타샤트루와 싸웠다. 아자타샤트루가 그들을 패배시키는데에는 15년이 걸렸다. 이와 동시에 마가다 왕국의 군사력을 증강시키기 위하여 고대 인도 중에서는 최초로 투석기를 군대에 도입하였으며, 기존의 전차에 낫을 달아 낫전차라는 신무기를 개발하기도 하였다. 이 신무기들을 이용해 리차비와 밧지 등의 36개의 소국들을 합병시켜 국력을 강화한 마가다 왕국은 당시 마가다 왕국의 경쟁국이었던 코살라 왕국을 공격하였으며 결국 기원전 476년에 코살라 왕국을 정복하는데 성공하였다.
기원전 460년경 아자타샤트루가 사망하자 마가다의 왕으로 즉위한 우다야바드라는 아버지인 아자타샤트루가 건설한 신도시이자 당시 상업의 중심지로 성장하던 파탈리푸트라가 마가다의 영토 중심지에 가까워 통치에 수월하다고 생각해 파탈리푸트라로 수도를 천도하였으며, 그 후 프라드요타 왕조가 지배하는 아반티와의 전쟁을 벌이다 기원전 444년에 사망하였다.
우다야바드라 왕 사후 마가다에는 왕의 계승권을 에워싸고 권력의 자리에 오르려 하는 몇몇 계승권 주장자가 있었기 때문에 일련의 암살사건의 비극이 일어났다. 바라바르 구릉의 철광산이나 다르와르와 신푸르 지방의 동, 철의 광산과 상비군 덕택에 기원전 5세기에 번영의 극치에 달했던 이 왕국도 왕국 내부의 반란으로 혼란에 빠졌고 결국 기원전 413년에 당시의 재상(宰相) 샤이슈나가가 왕위에 오르면서 하리얀카 왕조는 막을 내렸다.

### 샤이슈나가 왕조
마가다 왕국의 세번째 왕조인 샤이슈나가 왕조를 개창한 인물은 당시 마가다의 재상이었던 시슈나가로써, 그가 기원전 413년에 하리얀카 왕조를 몰아내고 마가다의 왕으로 즉위함으로써 샤이슈나가 왕조가 시작되었다. 왕위에 오른 시슈나가는 마가다의 수도를 옛 밧지의 수도였던 바이샬리로 천도한 후 밧사와 아반티를 정복하여 영토를 확장하였다. 기원전 395년 시슈나가 사후 즉위한 칼라쇼카는 마가다의 수도를 다시 파탈리푸트라로 천도하였으며, 그의 재위 기간 도중인 기원전 383년에 바이샬리에서 열린 제3차 결집을 후원하기도 하였다. 기원전 345년에 마가다의 왕으로 즉위한 마하난딘 왕이 마하파드마 난다에 의해 살해되면서 샤이슈나가 왕조는 막을 내렸다.

### 난다 왕조
기원전 345년에 샤이슈나가 왕조가 권력다툼으로 몰락한 후 마하파드마 난다가 왕위에 오르면서 마가다의 네번째 왕조인 난다 왕조를 개창하였다.
푸라나 문헌에 따르면 사이슈나가 왕조를 몰아내고 마가다의 권력을 장악한 마하파드마는 「모든 크샤트리아를 절멸시키고 유일한 왕으로써 통일할 것이다.」라고 선포하였다고 한다. 동시기 알렉산드로스 대왕에게 포로로 잡힌 파우라바 왕국의 왕 포루스가 알렉산드로스에게 난다 왕조가 보병 20만 명, 기병 2만 명, 전차 2000대, 전투 코끼리 3000마리 이상의 군대를 지녔다고 말하는 등 그 군사력도 막강했다.

### 마우리아 왕조
기원전 321년경 차나키야의 보좌를 얻어 인도 북서부에서 거병한 찬드라굽타 마우리아에 의해 수도인 파탈리푸트라가 함락되면서 난다 왕조는 멸망하고 마우리아 왕조가 들어섰으며, 마가다는 제3대 마우리아 황제인 아소카 대제 치하에서 인도 대부분으로 확장되었는데, 그는 처음에는 '잔인한 아소카'로 알려졌지만 나중에 불자가 되어 ' 다르마 아소카'로 알려지게 되었다.

### 쇠퇴
마우리아 제국이 끝나고 숭가 왕조, 칸바 왕조가 마가다를 통치했고, 기원전 28년에 칸바 왕조가 사타바하나 왕조에게 정복되면서 마가다 제국은 쇠퇴했다.
굽타 제국은 마가다의 파탈리푸트라를 수도로 삼았으며, 서기 11세기에서 13세기까지 마가다의 팔라 시대에 부다가야의 피티파티 왕조로 알려진 지역 불교 왕조가 팔라 제국의 지류로서 마가다를 통치했다.

## 종교
기원전 6세기 이전에 여러 슈라마나 운동이 존재했으며, 이들은 인도 철학의 아스티카와 나스티카 전통 모두에 영향을 미쳤다. 슈라마나 운동은 영혼의 개념을 받아들이거나 부인하는 것, 원자론, 율법폐기론적 윤리, 물질주의, 무신론, 불가지론, 자유의지에 대한 숙명론, 극단적인 금욕주의의 이상화, 가족생활에 대한 이상화, 폭력과 육식의 허용 가능성에 대한 채식주의, 엄격한 아힘사에 이르기까지 다양한 이단적 신념을 불러일으켰다. 마가다 왕국은 이 운동의 중심지였다.
자이나교는 수백만 년 전에 최초의 자이나교 티르탕카라 리샤바나타에 의해 내려진 고대 스라만 전통의 철학과 선포를 종합하고 부활시킨 마지막이자 24대 티르탕카라로 여겨지는 마하비라가 등장하며 다시 재건되었다. 석가모니는 마가다의 후원을 받으며 불교를 창시했다.

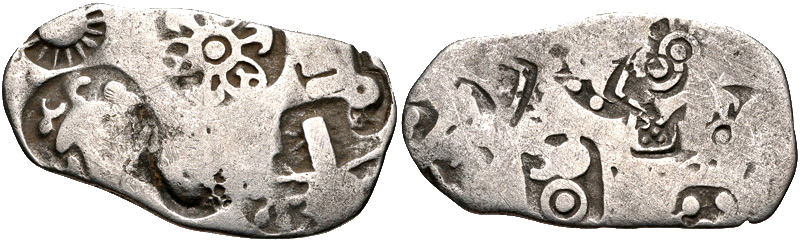
마가다 왕국 주화, c. 기원전 430~320년 카르샤파나

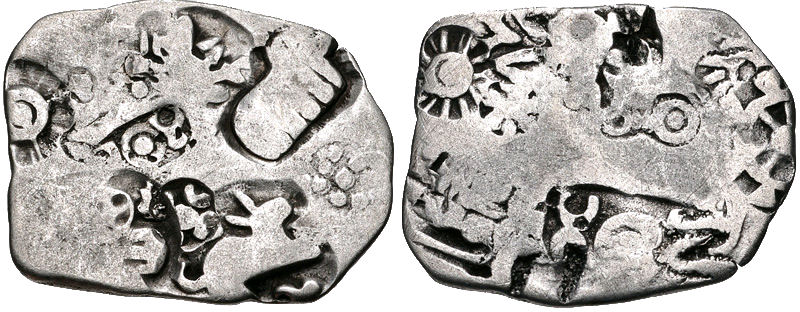
마가다 왕국 주화, c. 기원전 350년 카르샤파나

인도학자 조나스 브로크호스트에 따르면 마가다의 문화는 인도아리아인 베다 왕국과 근본적으로 달랐다. 그에 따르면, 슈라마나 문화는 " 대마가다 "에서 발생했는데, 이는 인도아리아인이지만 베다권은 아니다. 이 문화에서 크샤트리야는 브라만보다 더 높은 위치에 있었고 베다 권위와 의식을 거부했다. 그는 석가모니와 마하비라가 살고 가르쳤던 대략적인 지리적 영역으로 정의되는 "대마가다"라는 문화 영역에 대해 주장한다. 이러한 구분을 암시하는 일부 베다 및 베다 이후 의식에서 "마가다인"은 정식 비베다인 "야만인"이며 모든 비베다 민족의 존재를 대변하거나 의식적으로 더러운 존재로 나타났다.
붓다와 관련하여 이 지역은 북서쪽에 있는 코살라의 수도인 슈라바스티에서 남동쪽에 있는 마가다의 수도인 라자그리하까지 대체로 뻗어 있다. 브로크호스트에 따르면 "문법학자 파탄잘리(ca. 150 BCE)와 그 이후까지 베다 문화와 눈에 띄게 구별되는 대마가다의 문화가 있었다." 불교학자인 알렉산더 윈은 베다 아리아인과 경쟁하는 이 문화가 초기 불교 시대에 동부 갠지스 평야를 지배했음을 암시하는 "압도적인 양의 증거"가 있다고 썼다. 따라서 정통 베다 브라만은 이 초기 기간 동안 마가다에서 소수였다.
마가다 종교는 스라마나 전통이라고 불리며 자이나교, 불교, 아지비카교를 포함한다. 불교와 자이나교는 스레니카(Srenika), 빔비사라, 아자타샤트루와 같은 초기 마가다 왕들이 장려한 종교였으며, 그 뒤를 이은 난다 왕조(기원전 345~321년)는 대부분 자이나교도였다. 이 스라마나 종교는 베다 신을 숭배하지 않았고, 어떤 형태의 금욕주의와 명상을 실천했으며, 둥근 고분(불교에서는 스투파라고 함)을 건설하는 경향이 있었다. 이 종교들은 또한 영적 지식을 통한 재생과 카르마적 보복의 주기적인 순환으로부터 일종의 해방을 추구했다.

### 마가다의 종교적인 장소

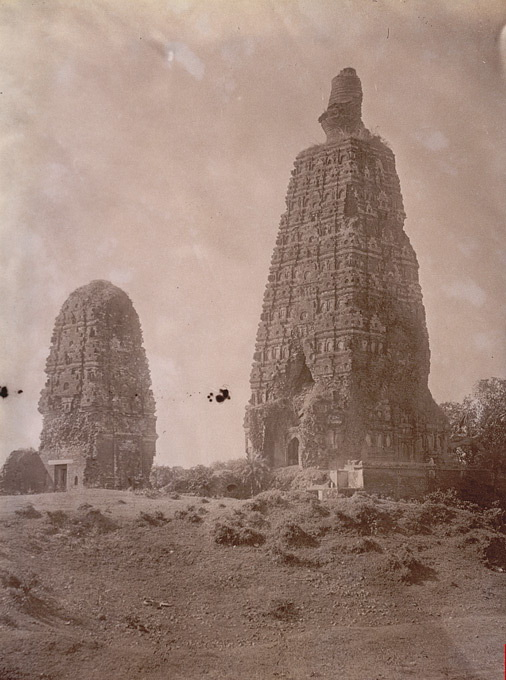
복원 전의 부다가야 고대 마하보디 사원

현재 마가다 지역에서 발견되는 불교 유적지에는 부다가야의 마하보디 사원과 날란다 수도원과 같은 두 개의 유네스코 세계 문화 유산이 있다. 마하보디 사원은 불교 세계에서 가장 중요한 순례지 중 하나이며 부처가 깨달음을 얻은 장소를 표시한다고 한다.

## 언어
테라바다 주석에서 시작하여 팔리어는 마가다의 언어인 마가히어와 동일시되었으며 이것은 또한 붓다가 생애 동안 사용했던 언어로 간주되었다. 19세기에 영국의 동양학자인 로버트 시저 칠더스는 팔리어의 진정한 이름 또는 지리적 이름은 마가다 프라크리트어이며 팔리어는 "선, 줄, 시리즈"를 의미하기 때문에 초기 불교도들은 이 용어의 의미를 "일련의 책"이라는 의미로 확장했다고 주장했으며, 따라서 팔리바사는 "텍스트의 언어"를 의미한다. 그럼에도 불구하고 팔리어는 마가디즘이라고 불리는 일부 동양적 특징을 유지한다.
마가다 프라크리트어는 산스크리트어가 쇠퇴한 후 등장한 세 가지 극적인 프라크리트어 중 하나였다. 마가다와 인근 지역에서 사용되었으며 나중에 마가히어, 마이틸어, 보지푸리어와 같은 현대 동인도아리아어군으로 발전했다.

## 역대 군주
마가다의 주목할만한 두 명의 통치자는 빔비사라와 그의 아들 아자타샤트루였으며 불교와 자이나교 문학에서 붓다와 마하비라의 동시대 사람으로 언급되었다. 나중에 마가다의 왕좌는 인도 북부의 많은 지역을 정복한 난다 왕조(기원전 345~322년경)의 창시자인 마하파드마 난다에 의해 찬탈당했다. 난다 왕조는 마우리아 제국(기원전 322~185년경)의 창시자인 찬드라굽타 마우리아에 의해 전복되었다.
마하파드마 난다 이전의 마가다의 정확한 연대기와 왕의 계승에 대해 많은 불확실성이 있다. 다양한 고대 텍스트(모두 문제의 시대보다 수세기 후에 기록됨)에 대한 설명은 많은 점에서 서로 모순된다. 또한 일부 학자들이 선호하는 "긴 연대기"와 대조되는 "짧은 연대기"가 있는데, 이는 부처와 마하비라의 불확실한 연대기와 불가분의 관계가 있는 문제이다.
"짧은 연대기"의 지지자인 역사가 존 키이에 따르면, 빔비사라는 BCE 5세기 후반에, 아자타샤트루는 BCE 4세기 초에 통치했음에 틀림없다. 그는 아자타샤트루 사후 왕위 승계에 대해 큰 불확실성이 있다고 말했다. 아마도 마하파드마 난다 등장 이전까지 궁정 음모와 살인 기간이 있었기 때문일 것이다.
다음 "긴 연대기"는 불교 마하밤사에 따른 것이다.
하리얀카 왕조 (c. 544 – 413 BCE)
| 통치자       | 재위 (기원전)    |
| ------------ | ---------------- |
| 빔비사라     | 기원전 544~491년 |
| 아자타샤트루 | 기원전 491~461년 |
| 우다인       | 기원전 461~428년 |
| 아니루다     | 기원전 428~419년 |
| 문다         | 기원전 419~417년 |
| 다르샤카     | 기원전 417~415년 |
| 나가다사카   | 기원전 415~413년 |

샤이슈나가 왕조 (c. 413 – 345 BCE)
| 통치자       | 재위 (기원전)    |
| ------------ | ---------------- |
| 샤이슈나가   | 기원전 413~395년 |
| 칼라쇼카     | 기원전 395~377년 |
| 크셰마다르만 | 기원전 377~365년 |
| 크샤트라우자 | 기원전 365~355년 |
| 난디바르다나 | 기원전 355~349년 |
| 마하난딘     | 기원전 349~345년 |

난다 왕조 (c. 345 – 322 BCE)
| 통치자           | 재위 (기원전)    |
| ---------------- | ---------------- |
| 마하파드마 난다  | 기원전 345~340년 |
| 판두카난다       | 기원전 340~339년 |
| 팡후파티난다     | 기원전 339~338년 |
| 부타팔라난다     | 기원전 338~337년 |
| 라슈트라팔라난다 | 기원전 337~336년 |
| 고비샤나카난다   | 기원전 336~335년 |
| 다샤시닥카난다   | 기원전 335~334년 |
| 카이바르타난다   | 기원전 334~333년 |
| 카르비나타난다   | 기원전 333~330년 |
| 다나 난다        | 기원전 330~322년 |

## 마가다의 역사적 인물
고대 마가다 지역의 중요한 인물은 다음과 같다.
- 사리푸트라 – 마가다의 라자그리하 근처에 위치한 마을의 부유한 브라만에게서 태어난 그는 마우두갈야야나와 함께 부처님의 두 주요 남성 제자 중 첫 번째로 간주된다.[39]
- 마우두갈야야나 – 마가다의 콜리타 마을에서 태어났다. 그는 부처님의 두 주요 제자 중 한 사람이었다. 젊었을 때 그는 부처님을 만나기 전까지 영적 방랑자였다.[40]
- 마하비라 – 자이나교의 제24대 티르탕카라. 현재 비하르주의 바이샬리 지역에 있었던 왕실 크샤트리야 가문에서 태어났다. 그는 30세에 세상의 모든 소유를 버리고 수행자가 되었다. 그는 부처님보다 약간 나이가 많은 동시대 사람으로 간주된다.[41]
- 마이트리파다 – 마하무드라 전송과 관련된 11세기 인도 불교 마하싯다. 마가다의 자타까라니 마을에서 태어났다. 또한 날란다 및 비크라마실라 수도원과 관련이 있다.[42]

## 같이 보기
- 마하자나파다
- 인도의 역사
- 마가다-밧지 전쟁
- 마가다-앙가 전쟁
- 아반티-마가다 전쟁
- 마가히 문화
- 마가히어

### 참조주
1. ↑  Keny, Liladhar (1943). “"THE SUPPOSED IDENTIFICATION OF UDAYANA OF KAUŚĀMBI WITH UDAYIN OF MAGADHA"”. 《Annals of the Bhandarkar Oriental Research Institute》 24 (1/2): 60–66. JSTOR 41784405.
2. ↑  Roy, Daya (1986). “SOME ASPECTS OF THE RELATION BETWEEN ANGA AND MAGADHA (600 B.C.—323 B.C.)”. 《Proceedings of the Indian History Congress》 47: 108–112. JSTOR 44141530.
3. ↑  Damien Keown (2004년 8월 26일). 《A Dictionary of Buddhism》. OUP Oxford. 163쪽. ISBN 978-0-19-157917-2.
4. ↑  Jhunu Bagchi (1993). 《The History and Culture of the Pālas of Bengal and Bihar, Cir. 750 A.D.-cir. 1200 A.D.》. Abhinav Publications. 64쪽. ISBN 978-81-7017-301-4.
5. ↑  Jha, Tushar; Tyagi, Satish (2017). “CONTOURS OF THE POLITICAL LEGITIMATION STRATEGY OF THE RULERS OF PALA DYNASTY IN BENGAL- BIHAR (CE 730 TO CE 1165)”. 《Proceedings of the Indian History Congress》 78: 49–58.
6. 1 2  Balogh, Daniel (2021). 《Pithipati Puzzles: Custodians of the Diamond Throne》. British Museum Research Publications. 40–58쪽. ISBN 9780861592289.
7. ↑  Raychaudhuri, Hemchandra (1953). 《Political History of Ancient India: From the Accession of Parikshit to the Extinction of Gupta Dynasty》. University of Calcutta. 110–118쪽.
8. 1 2 3 4 5 6  Bronkhorst 2007.
9. ↑  Macdonell, Arthur Anthony; Keith, Arthur Berriedale (1995). 《Vedic Index of Names and Subjects》 (영어). Motilal Banarsidass Publishe. ISBN 9788120813328.
10. ↑  M. Witzel. "Rigvedic history: poets, chieftains, and polities," in The Indo-Aryans of Ancient South Asia: Language, Material Culture and Ethnicity. ed. G. Erdosy (Walter de Gruyer, 1995), p. 333
11. ↑  Chandra, Jnan (1958). “SOME UNKNOWN FACTS ABOUT BIMBISĀRA”. 《Proceedings of the Indian History Congress》 21: 215–217. JSTOR 44145194.
12. ↑  Ramesh Chandra Majumdar (1977).
13. ↑  Sinha, Bindeshwari Prasad (1977). 《Dynastic History of Magadha, Cir. 450-1200 A.D.》. Abhinav Publications. 128쪽.
14. ↑  “Lumbini Development Trust: Restoring the Lumbini Garden”. 2014년 3월 6일에 원본 문서에서 보존된 문서. 2017년 1월 6일에 확인함.
15. ↑  Keny, Liladhar (1943). “"THE SUPPOSED IDENTIFICATION OF UDAYANA OF KAUŚĀMBI WITH UDAYIN OF MAGADHA"”. 《Annals of the Bhandarkar Oriental Research Institute》 24 (1/2): 60–66. JSTOR 41784405.
16. ↑  Roy, Daya (1986). “SOME ASPECTS OF THE RELATION BETWEEN ANGA AND MAGADHA (600 B.C.—323 B.C.)”. 《Proceedings of the Indian History Congress》 47: 108–112. JSTOR 44141530.
17. ↑  Roy, Kaushik, 1971-. Military manpower, armies and warfare in South Asia. London. ISBN 978-1-315-65517-8. OCLC 1082214357.
18. ↑  Natubhai Shah 2004, 42쪽.
19. ↑  Kailash Chand Jain 1972, 102쪽.
20. ↑  Irfan Habib; Vivekanand Jha (2004). 《Mauryan India》. A People's History of India. Aligarh Historians Society / Tulika Books. ISBN 978-81-85229-92-8.
21. ↑  Tenzin Tharpa, Tibetan Buddhist Essentials: A Study Guide for the 21st Century: Volume 1: Introduction, Origin, and Adaptation, p.31
22. ↑  Sanjeev Sanyal (2016), The Ocean of Churn: How the Indian Ocean Shaped Human History, section "Ashoka, the not so great"
23. ↑  Ray, Reginald (1999). 《Buddhist Saints in India》. Oxford University Press. 237–240, 247–249쪽. ISBN 978-0195134834.
24. ↑  Jaini, Padmanabh S. (2001). 《Collected papers on Buddhist Studies》. Motilal Banarsidass. 57–77쪽. ISBN 978-8120817760.
25. ↑  Patel, Haresh (2009). 《Thoughts from the Cosmic Field in the Life of a Thinking Insect [A Latter-Day Saint]》. Strategic Book Publishing. 271쪽. ISBN 978-1-60693-846-1.
26. ↑  Long, Jeffery D. (2009). 《Jainism : an introduction》. London: I.B. Tauris. ISBN 978-1-4416-3839-7. OCLC 608555139.
27. ↑  Witzel, Michael (1997). “Macrocosm, Mesocosm, and Microcosm: The Persistent Nature of 'Hindu' Beliefs and Symbolic Forms”. 《International Journal of Hindu Studies》 1 (3): 501–539. doi:10.1007/s11407-997-0021-x. JSTOR 20106493.
28. ↑  Wynne, Alexander (2011). “Review of Bronkhorst, Johannes, Greater Magadha: Studies in the Culture of Early India”. 《H-Buddhism》. 2019년 8월 25일에 확인함.
29. ↑  K.T.S. Sarao (2020년 9월 16일). 《The History of Mahabodhi Temple at Bodh Gaya》. Springer Nature. 66–쪽. ISBN 9789811580673.
30. ↑  Pintu Kumar (2018년 5월 7일). 《Buddhist Learning in South Asia: Education, Religion, and Culture at the Ancient Sri Nalanda Mahavihara》. Lexington Books. ISBN 978-1-4985-5493-0.
31. ↑  David Geary; Matthew R. Sayers; Abhishek Singh Amar (2012). 《Cross-disciplinary Perspectives on a Contested Buddhist Site: Bodh Gaya Jataka》. Routledge. 18–21쪽. ISBN 978-0-415-68452-1.
32. ↑  A Dictionary of the Pali Language By Robert Cæsar Childers
33. ↑  Rupert Gethin (2008년 10월 9일). 《Sayings of the Buddha: New Translations from the Pali Nikayas》. OUP Oxford. xxiv쪽. ISBN 978-0-19-283925-1.
34. ↑  Beames, John (2012). 《Comparative Grammar of the Modern Aryan Languages of India: To Wit, Hindi, Panjabi, Sindhi, Gujarati, Marathi, Oriya, and Bangali》. Cambridge: Cambridge University Press. doi:10.1017/cbo9781139208871.003. ISBN 978-1-139-20887-1.[깨진 링크(과거 내용 찾기)]
35. ↑  Bechert, Heinz (1995). 《When Did the Buddha Live?: The Controversy on the Dating of the Historical Buddha》. Sri Satguru Publications. 129쪽. ISBN 978-81-7030-469-2.
36. ↑  Keay, John (2011). 《India: A History》. Open Road + Grove/Atlantic. 141쪽. ISBN 978-0-8021-9550-0.
37. 1 2  Keay, John (2011). 《India: A History》. Open Road + Grove/Atlantic. 149쪽. ISBN 978-0-8021-9550-0.
38. ↑  Bechert, Heinz (1995). 《When Did the Buddha Live?: The Controversy on the Dating of the Historical Buddha》. Sri Satguru Publications. ISBN 978-81-7030-469-2.
39. ↑  Prasad, Chandra Shekhar (1988). “Nalanda vis-à-vis the Birthplace of Śāriputra”. 《East and West》 38 (1/4): 175–188. JSTOR 29756860.
40. ↑  Gunapala Piyasena Malalasekera (2007). 《Dictionary of Pāli Proper Names》. Motilal Banarsidass Publishe. 403–404쪽. ISBN 978-81-208-3022-6.
41. ↑  Romesh Chunder Dutt (2013년 11월 5일). 《A History of Civilisation in Ancient India: Based on Sanscrit Literature: Volume I》. Routledge. 382–383쪽. ISBN 978-1-136-38189-8.
42. ↑  Tatz, Mark (1987). “The Life of the Siddha-Philosopher Maitrīgupta”. 《Journal of the American Oriental Society》 107 (4): 695–711. doi:10.2307/603308. JSTOR 603308.

## 참고 문헌
- 이 문서에는 다음커뮤니케이션(현 카카오)에서 GFDL 또는 CC-SA 라이선스로 배포한 글로벌 세계대백과사전의 내용을 기초로 작성된 글이 포함되어 있습니다.

- Raychaudhuri, H.C. (1972). 《Political History of Ancient India》. Calcutta: University of Calcutta.
- Law, Bimala Churn (1926). 〈4. The Magadhas〉. 《Ancient Indian Tribes》. Lahore: Motilal Banarsidas.
- Bronkhorst, Johannes (2007). 《Greater Magadha: studies in the culture of early India》 (PDF). Handbook of oriental studies. Section two, India 19. Leiden; Boston: Brill. ISBN 978-90-04-15719-4. ISSN 0169-9377. OCLC 608455986. 2022년 3월 1일에 원본 문서 (PDF)에서 보존된 문서. 2020년 6월 28일에 확인함.
- Singh, Upinder (2016), 《A History of Ancient and Early Medieval India: From the Stone Age to the 12th Century》, Pearson, ISBN 978-81-317-1677-9